# Agal

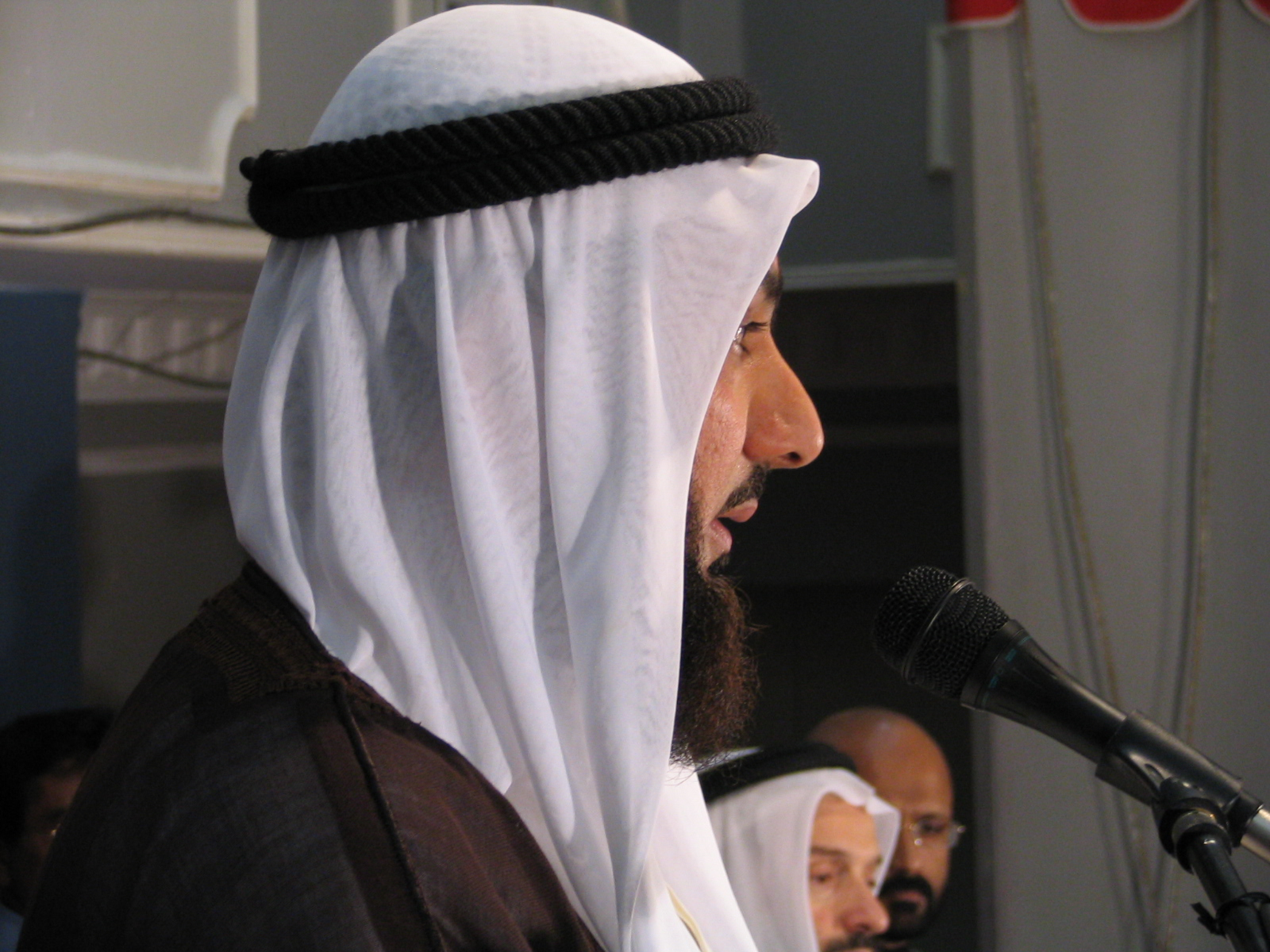
Agal buren av en arabisk man.

Agal är ett traditionellt attribut till den arabiska huvudbonaden keffiyeh i form av en dubbel repögla. En agal var ursprungligen ett rep som användes av beduiner för att binda ihop fötterna på kameler. När den inte användes bar man den på huvudet där den var ett synbart tecken på vad han sysslade med. En agal är vanligtvis svart.